# Předseda Grónského Parlamentu
Předseda Grónského parlamentu (grónsky Inatsisartutu) je funkce vytvořená roku 1979 po vzniku Grónského parlamentu. Nahradil tak předsedu Grónské zemské rady. Je nominován předsedou vlády Grónska a schválen členy parlamentu. Sám pak jmenuje své čtyři zástupce. Určuje, kteří členové mohou mluvit, a je odpovědný za udržování pořádku.

## Předsedové
|     | Předseda parlamentu            | Období    | Strana                |
| --- | ------------------------------ | --------- | --------------------- |
| 1.  | Jonathan Motzfeldt (1938–2010) | 1979–1988 | Pokroková strana      |
| 2.  | Lars Chemnitz (1925–2006)      | 1989–1991 | Atassut               |
| 3.  | Bendt Frederiksen (1940–2012)  | 1991–1995 | Pokroková strana      |
| 4.  | Knud Sørensen (1935–2009)      | 1995–1997 | Atassut               |
| 5.  | Jonathan Motzfeldt (1938–2010) | 1997      | Pokroková strana      |
| 6.  | Anders Andreassen (1944–)      | 1997–1999 | Pokroková strana      |
| 7.  | Johan Lund Olsen (1958–)       | 1999      | Inuitské společenství |
| 8.  | Ole Lynge (1956–)              | 1999–2000 | Inuitské společenství |
| 9.  | Anders Andreassen (1944–)      | 2001      | Pokroková strana      |
| 10. | Daniel Skifte (1936–)          | 2001–2002 | Atassut               |
| 11. | Jonathan Motzfeldt (1938–2010) | 2002–2008 | Pokroková strana      |
| 12. | Ruth Heilmann (1945–)          | 2008–2009 | Pokroková strana      |
| 13. | Josef Motzfeldt (1941–)        | 2009–2013 | Inuitské společenství |
| 14. | Lars Emil Johansen (1946–)     | 2013–2018 | Pokroková strana      |
| 15. | Hans Enoksen (1956–)           | 2018      | Partii Naleraq        |
| 14. | Vivian Motzfeldt (1972–)       | 2018–2021 | Pokroková strana      |
| 15. | Hans Enoksen (1956–)           | 2021–2022 | Partii Naleraq        |
| 16. | Kim Kielsen                    | 2022–2023 | Pokroková strana      |
| 17. | Mimi Karlsen                   | od 2023   | Inuitské společenství |